# 黑腹滨鹬
黑腹滨鹬（学名：Calidris alpina）为鹬科滨鹬属的鸟类。该物种的模式产地在拉普蘭省。
英文名稱「dunlin」是「dunling」的方言形式，首次記錄於1531年至1532年間。該名稱源自dun，意為「暗褐色」，加上後綴-ling，表示具有該特質的人或物。
牠是一種在北極或亞北極地區繁殖的環極性繁殖鳥。繁殖於西歐的鳥類主要是短距離遷徙鳥，通常會停留在西歐和南歐以及西北非的海岸上；而繁殖於遠北歐洲和亞洲的鳥類則是長距離遷徙鳥，冬季遷徙至非洲、東南亞和中東地區。繁殖於阿拉斯加和加拿大北極地區的鳥類會短距離遷徙至北美的太平洋和大西洋沿岸，然而，北阿拉斯加的鳥類在亞洲過冬。

## 分類
黑腹濱鷸由瑞典博物學家卡爾·林奈於1758年在其著作《自然系統》第十版中正式描述，並給予二名法名稱Tringa alpina。林奈指定的模式產地為拉普蘭。美國某些作者過去曾將這個物種（與其他「矮鷸」）歸入Erolia屬，但現在它與其他23種鷸屬鳥類一起被歸入德國博物學家布拉修斯·梅勒姆於1804年引入的濱鷸屬（Calidris）。該屬名稱來自古希臘語kalidris或skalidris，這是亞里士多德用來描述某些灰色水邊鳥類的術語。特定名稱alpina 來自拉丁語，意思是「高山的」，在這裡指的是通常棲息於高山苔原的鳥類，而非特指阿爾卑斯山。
目前已知有十個亞種：
- C. a. arctica （Schiøler, 1922） — 繁殖於格陵蘭東北部。最小的亞種，喙短；上體呈銀色，紅褐色較少；小型黑色腹斑[9]。
- C. a. schinzii （Brehm & Schilling, 1822） — 繁殖於格陵蘭東南部、冰島、不列顛群島、南斯堪的納維亞和波羅的海地區。上體較褐色；小型黑色腹斑[9]。
- C. a. alpina （Linnaeus, 1758） — 繁殖於北斯堪的納維亞、斯瓦爾巴群島和西北西伯利亞
- 黑腹滨鹬北方亚种 C. a. centralis （Buturlin, 1932） — 繁殖於西伯利亞中北部和東北部。在中国大陆，分布于黑龙江、内蒙古、新疆、华南、长江流域等地。该物种的模式产地在西伯利亚。[10]
- 黑腹滨鹬东方亚种 C. a. sakhalina （Vieillot, 1816） — 繁殖於俄羅斯東部至楚科奇半島。在中国大陆，分布于沿海等地。该物种的模式产地在俄罗斯。[11]
- C. a. kistchinski Tomkovich, 1986 — 繁殖於鄂霍次克海附近至千島群島和堪察加半島
- C. a. actites Nechaev & Tomkovich, 1988 — 繁殖於庫頁島
- C. a. arcticola （Todd, 1953） — 繁殖於阿拉斯加西北部至加拿大西北部
- C. a. pacifica （Coues, 1861） — 繁殖於阿拉斯加西部和南部
- C. a. hudsonia （Todd, 1953） — 繁殖於加拿大中部

## 描述
測量:
- 長度: 16—20 cm（6.3—7.9英寸）
- 重量: 34—77 g（11⁄4—23⁄4 oz）
- 翼展: 38—43 cm（15—17英寸）

繁殖羽的成年黑腹濱鷸擁有獨特的黑色腹部，這是其他同類尺寸的涉禽所不具備的特徵。在冬季，黑腹濱鷸的上半身基本上是灰色的，而下半身則是白色的。幼鳥的上半身呈棕色，背部有兩個不明顯的白色「V」形斑紋，雖然不如小濱鷸和一些同屬其他物種的特徵那麼明顯。它們通常在側腹或腹部有黑色斑點。所有年齡的黑腹濱鷸在飛行時都會顯示出狹窄的白色翼斑。腿和微微下彎的喙為黑色。亞種之間的差異主要體現在繁殖季節紅褐色羽毛的程度、黑色腹斑的大小以及喙的長度；冬季時，不同亞種之間在羽毛上沒有區別，只有喙的長度能提供有限的識別指導。喙的長度在不同性別之間有所不同，雌鳥的喙比雄鳥更長，這進一步增加了冬季亞種識別的難度。黑腹濱鷸喙的頂端覆蓋有一層軟組織，充滿血液並有許多神經末梢，形成了一個敏感的探測器，用來在泥土和沙子中尋找無脊椎獵物。儘管在標本中喙可能看起來很尖，但在活體中它其實是鈍的。
它的叫聲是典型的涉禽「啁啾」聲，展示歌聲則是一種粗糙的顫音。

## 分布與棲地

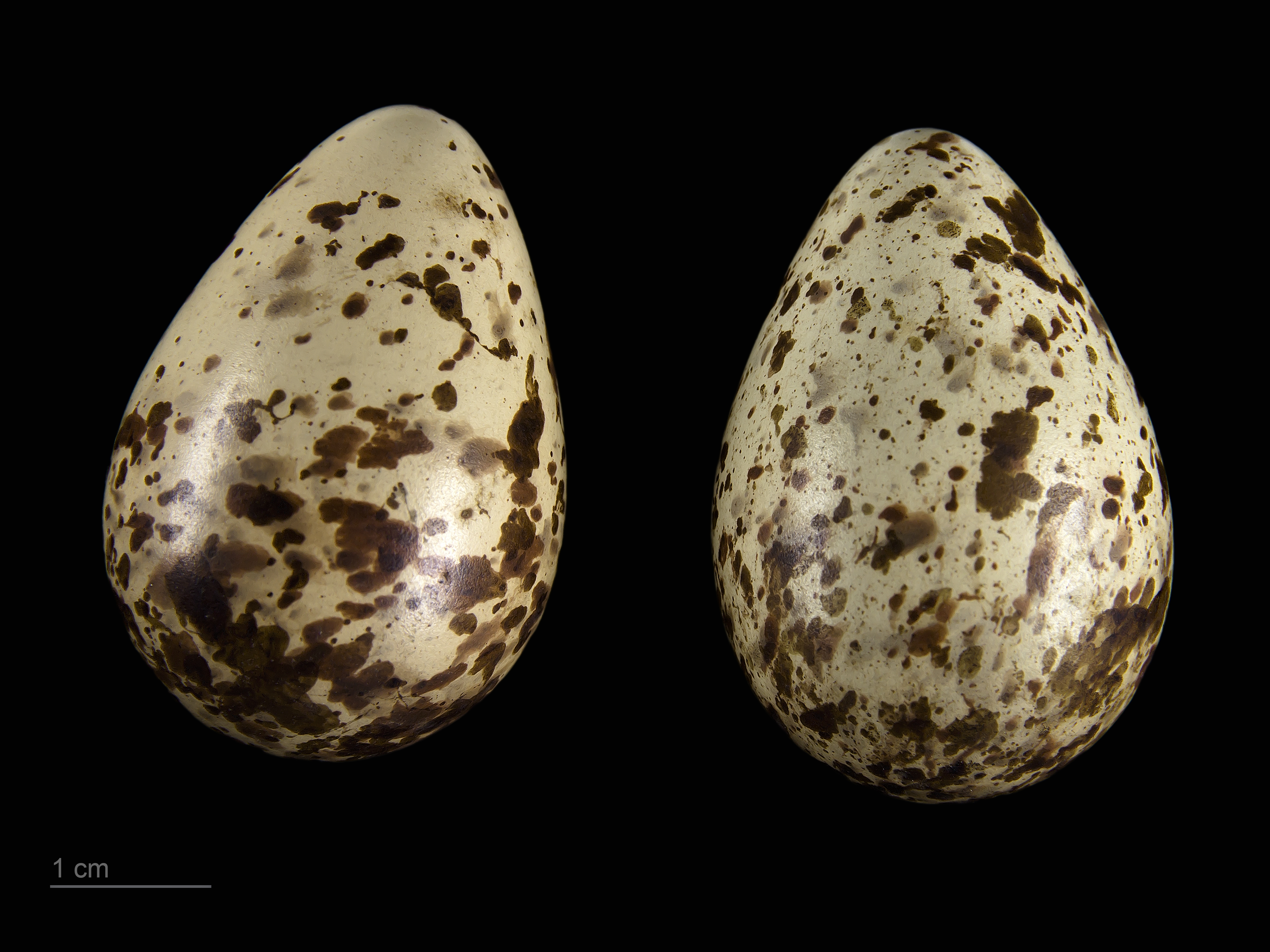
卵 Calidris alpina alpina

黑腹濱鷸是小型遷徙涉禽，然而它們表現出強烈的鄉土性，位於瑞典和芬蘭的南部亞種Calidris alpina schinzii會返回到或非常接近其出生地。棲地破碎化通過縮小棲地面積和增加棲地隔離來減少這些鳥類的棲地供應。這種棲地之間連通性的降低限制了黑腹濱鷸的移動，使它們在這些地區更容易受到近親繁殖的影響。

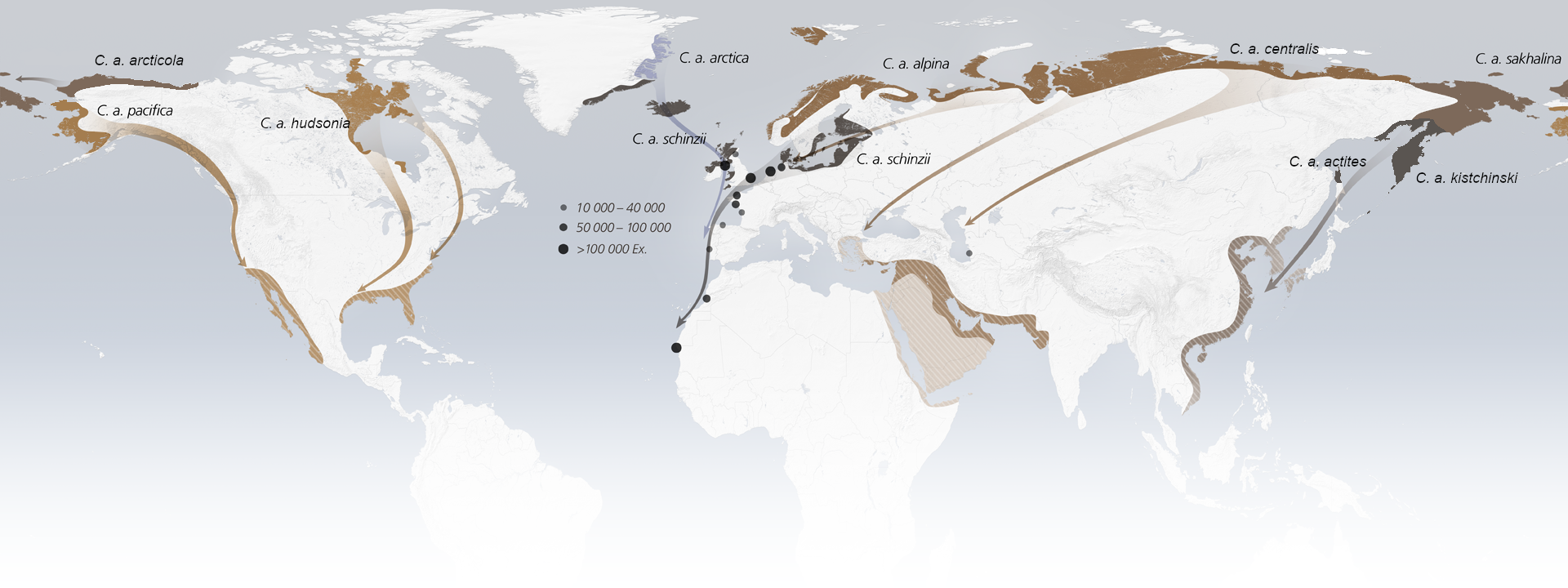
亞種分佈、遷徙路線和歐洲主要越冬地

## 行為
黑腹濱鷸在冬季極具群居性，有時會在沿海泥灘或沙灘上形成大群。遷徙期間或在其冬季棲地，常可見到大量黑腹濱鷸在空中同步飛行。
這種鳥是其繁殖和冬季範圍內最常見的涉禽之一，也是與其他涉禽比較的基準物種。它的體長約為17—21 cm（6.7—8.3英寸），翼展約為32—36 cm（13—14英寸），與歐洲椋鳥相似，但體型較為健壯，且擁有更長更厚的喙。
黑腹濱鷸在其偏愛的沿海泥灘上以特有的「縫紉機」進食方式移動，系統地拾取小型食物。昆蟲構成了黑腹濱鷸在繁殖地的主要食物；在沿海地區，牠們吃軟體動物、蠕蟲和甲殼類動物。

### 繁殖
巢是地面上的淺坑，內襯植物材料，通常會產下四顆蛋，由雄性和雌性共同孵卵。雛鳥為早熟性雛鳥，但在早期發育期間會受到親鳥的呵護。牠們約在三週大時開始飛行。雄性提供主要的育雛照料，因為雌性會拋棄雛鳥，通常會離開繁殖區。
在北美大西洋海岸和歐洲的報告中，曾記錄到這個物種與白腰濱鷸以及紫濱鷸的雜交個體。

## 狀態
黑腹濱鷸的分佈範圍極大，儘管其數量似乎正在減少，但總體上數量仍然龐大。國際自然保護聯盟（IUCN）已判定該物種的威脅等級為「無危」。黑腹濱鷸是非歐亞遷移性水鳥協定（AEWA）適用的物種之一。南部亞種C. a. schinzii特別值得關注，在某些地區其數量正在下降並且受到威脅，尤其是在其分佈範圍的南部邊緣；在丹麥，2021年僅剩95對，與一個世紀前的50,000對相比大幅減少。格陵蘭東北部亞種C. a. arctica也處於瀕危狀態，數量非常稀少。

## 圖庫

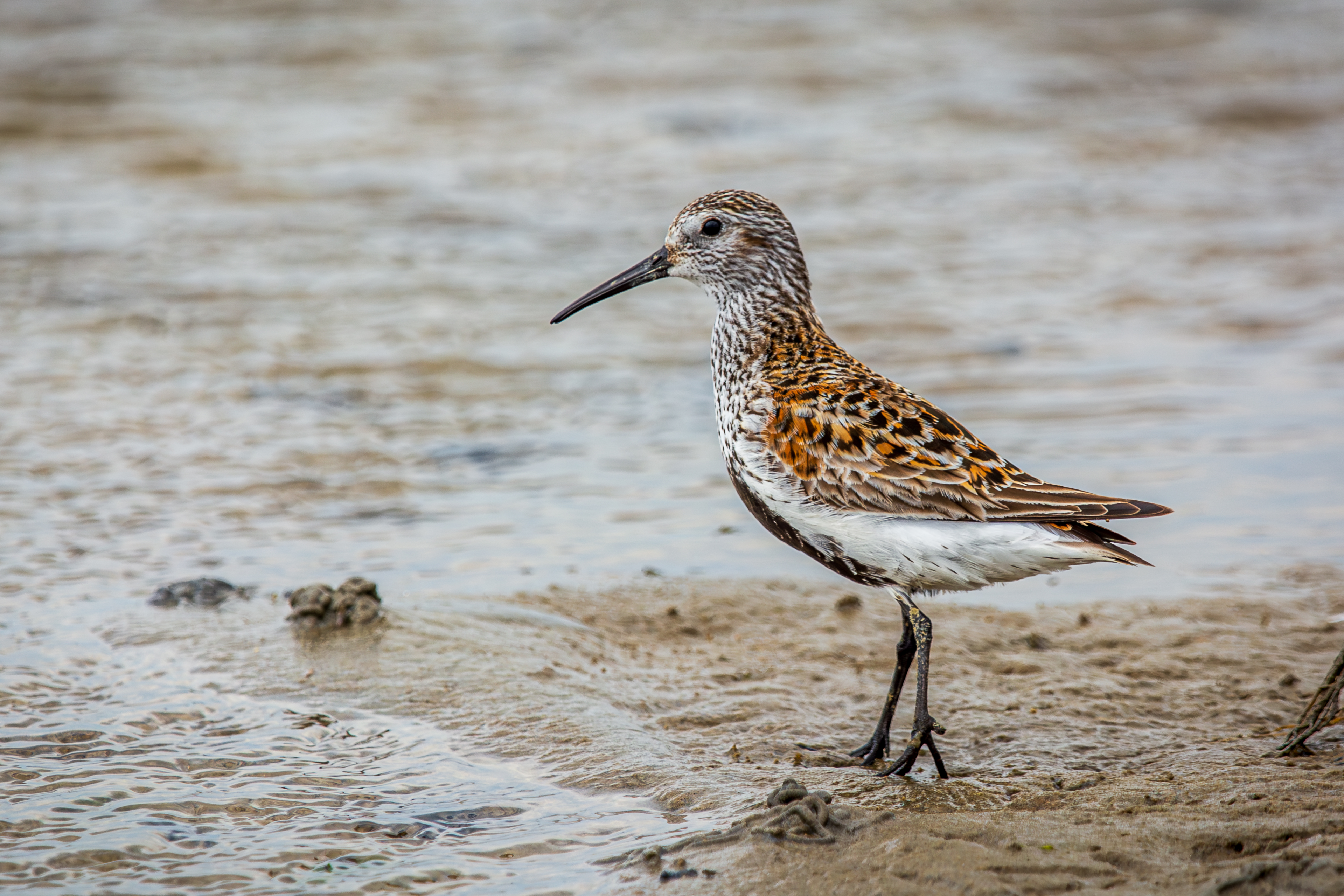
C. a. alpina在春季遷徙時繁殖羽，施皮克岛，德國北部
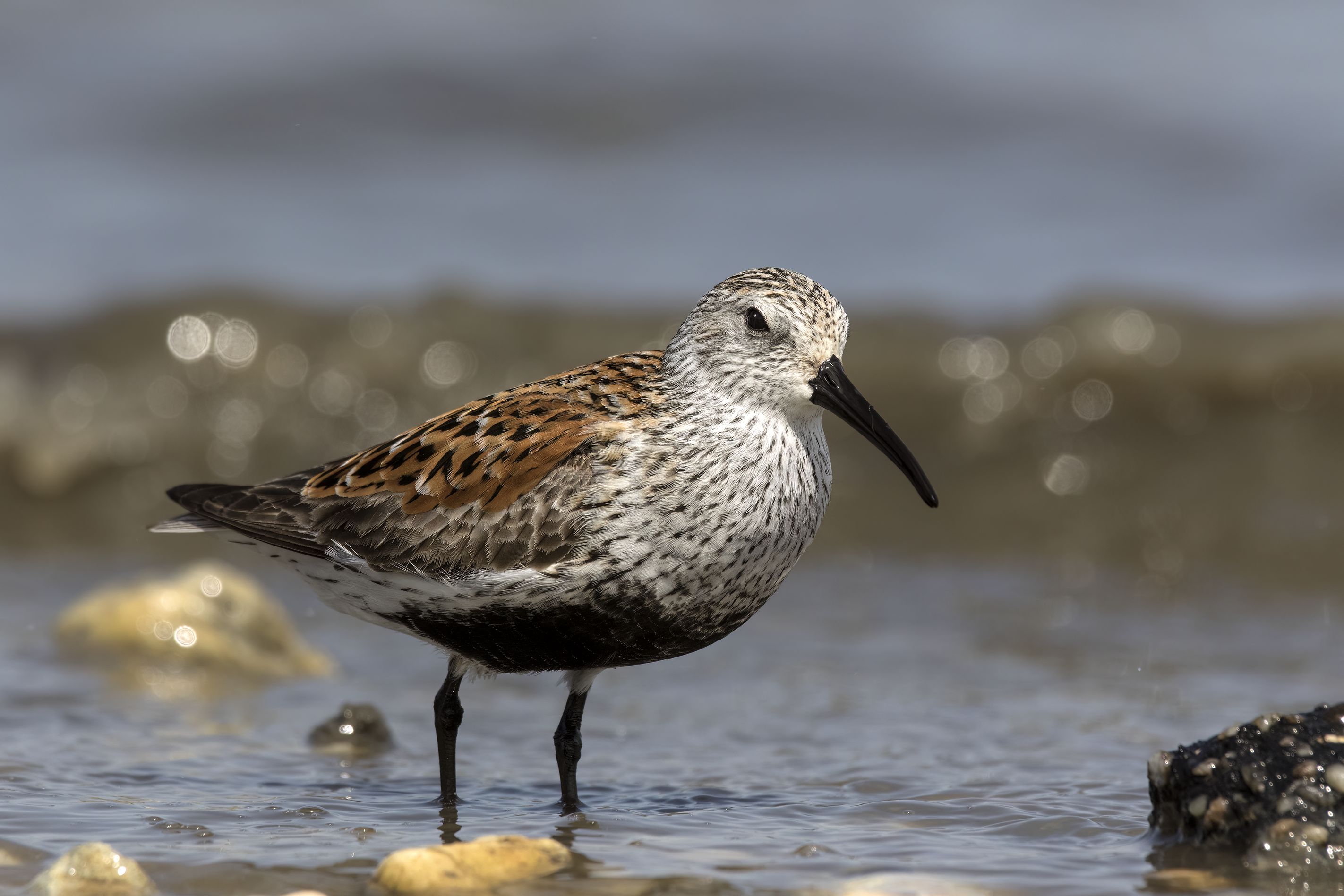
C. a. hudsonia在春季遷徙時繁殖羽， 德拉瓦灣海岸, 紐澤西州
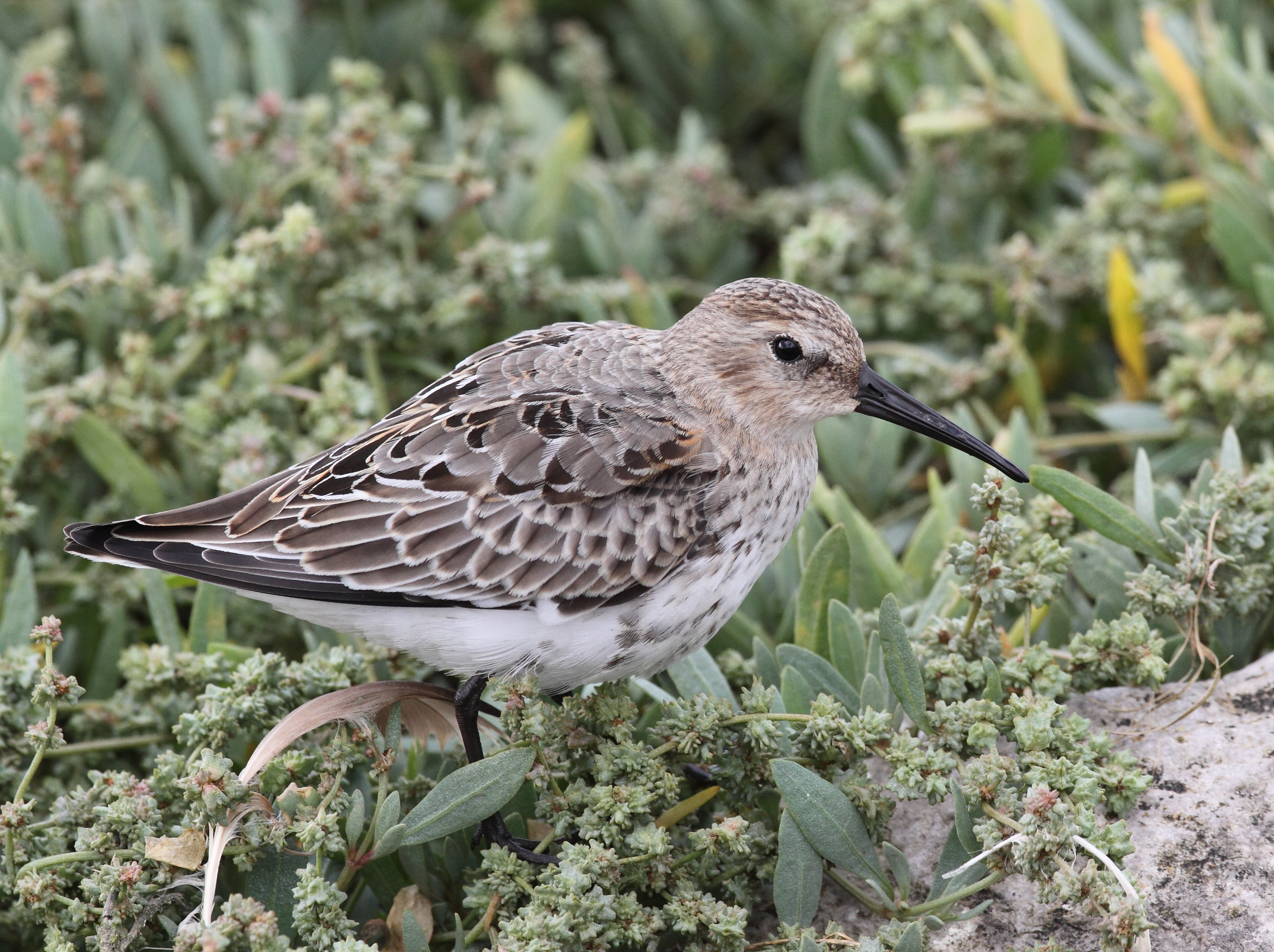
幼鳥換羽即將結束時到第一個冬天的羽毛，威爾斯
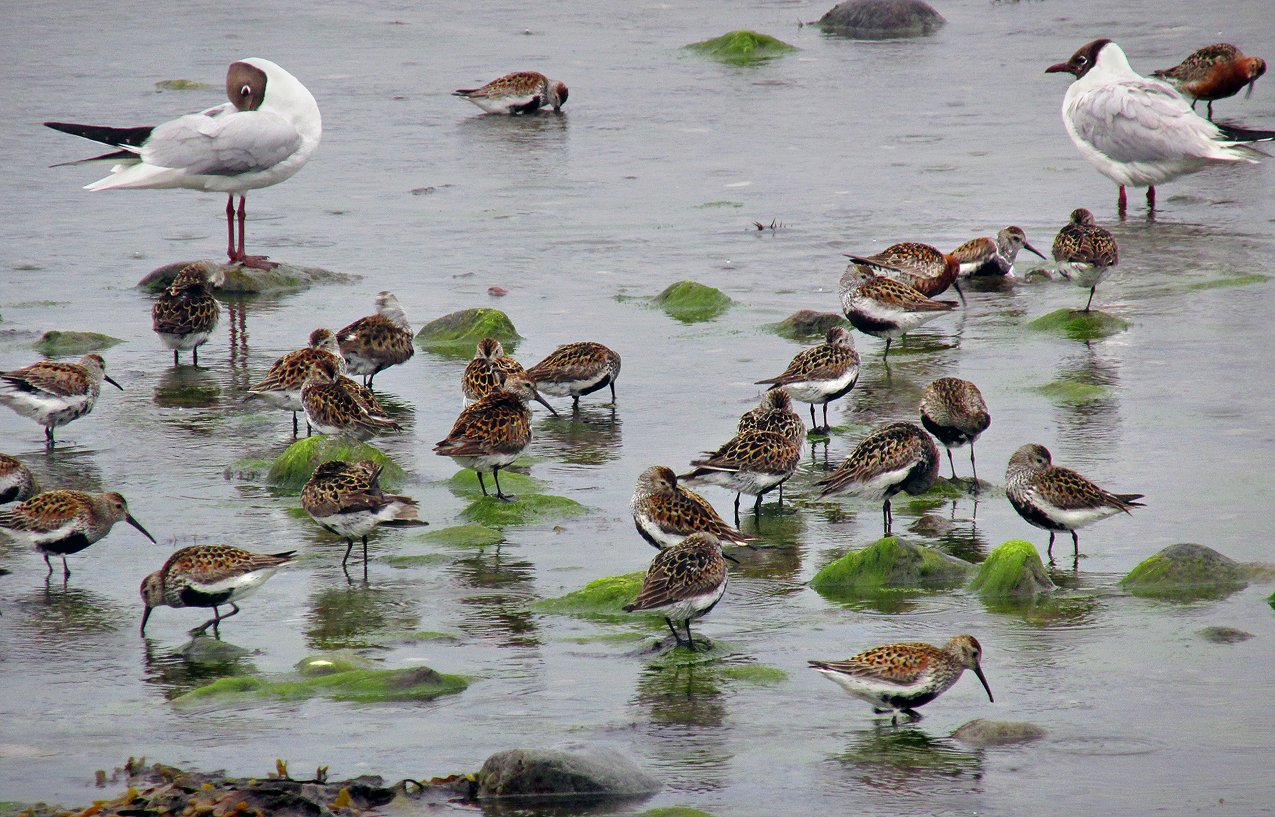
一群黑腹濱鷸 於斯塔德, 瑞典
- 覓食